# 2,2-Difeniletanol
2,2-Difeniletanol é o composto orgânico de fórmula C14H14O, fórmula linear (C6H5)2CHCH2OH e massa molecular 198,26. Apresenta ponto de ebulição de 190-192 °C a 12 mmHg, ponto de fusão de 53-56 °C, densidade de 1,079 e ponto de fulgor >230 °F. É classificado com o número CAS 1883-32-5, número EC 217-543-6, número MDL MFCD00004729, PubChem Substance ID 24851770 e CBNumber CB5700240.